# Vinalhaven Island
Vinalhaven Island (енгл. Vinalhaven Island) је острво САД које припада савезној држави Мејн. Површина острва износи 61 km². Према попису из 2000. на острву је живело 1235 становника.